# Xíxkino (Udmúrtia)
|  | Per a altres significats, vegeu «Xíxkino». |

Xíxkino (en rus: Шишкино) és un poble d'Udmúrtia, a Rússia, el 2008 tenia 21 habitants. Pertany al raion d'Alnaixi.